# Protocole facultatif à la Convention relative aux droits des personnes handicapées
Le Protocole facultatif à la Convention relative aux droits des personnes handicapées est un accord parallèle à la Convention relative aux droits des personnes handicapées. Il a été adopté le 13 décembre 2006 et est entré en vigueur en même temps que sa convention mère le 3 mai 2008. En novembre 2024, il comptait 94 signataires et 107 États parties .

## Dispositions
Le Protocole facultatif établit un mécanisme de plaintes individuelles pour la Convention similaire à ceux du Pacte international relatif aux droits civils et politiques, de la Convention sur l'élimination de toutes les formes de discrimination à l'égard des femmes et de la Convention internationale sur l'élimination de toutes les formes de discrimination raciale. Mais ce Protocole accepte également les droits individuels sur les droits économiques, sociaux et culturels comme le Protocole facultatif au Pacte international relatif aux droits économiques, sociaux et culturels. Les Parties conviennent de reconnaître la compétence du Comité des droits des personnes handicapées pour examiner les plaintes d'individus ou de groupes qui prétendent que leurs droits en vertu de la Convention ont été violés. Le Comité peut demander des informations et faire des recommandations à une partie.
En outre, les parties peuvent permettre au Comité d'enquêter, de faire rapport et de faire des recommandations surles "violations graves ou systématiques" de la Convention. Les parties peuvent renoncer à cette obligation lors de la signature ou de la ratification.
Le Protocole facultatif nécessite dix ratifications pour entrer en vigueur.
Depuis 2015, «[l] e Comité des droits des personnes handicapées des Nations Unies mène une enquête sur l'impact des politiques du gouvernement britannique sur les personnes handicapées par rapport à leurs obligations en matière de droits de l'homme». Le Comité n'a jamais mené une telle enquête auparavant.